# K2 (Alpes de l'Ötztal)
Pour les articles homonymes, voir K2 (homonymie).
Le K2 est une montagne qui s’élève à 3 253 m d’altitude dans les Alpes de l'Ötztal, en Autriche.